# Magnolia dixonii
Espèce
Synonymes
- Talauma dixonii Little

Statut de conservation UICN

 CR (Possibly Extinct) : 
En danger critique
 B1ab(iii,v) 
Magnolia dixonii est une espèce de plantes à fleurs de la famille des Magnoliacées. C'est un arbre endémique de l'Équateur.

## Description
C'est un arbre.

## Répartition et habitat
L'espèce est endémique d'Équateur.